# Ihizi
Ihizi est le mot basque désignant un animal sauvage dans la mythologie basque. C'est un irelu (génie) qui revêt une forme d'animal sauvage, une bête féroce qui vit en particulier dans les grottes et attaque parfois les passants.

## Description
José Miguel de Barandiarán Ayerbe a identifié ces êtres mythiques : il s'agissait d'oiseaux (corbeaux dans une grotte, vautours dans une autre) et plus communément de serpents (une dizaine de grottes) ce qui n'est pas surprenant au regard du caractère chthonien généralement attribué aux reptiles. 
De façon plus surprenante, beaucoup plus de grottes sont réputées habitées par des vaches, des veaux et des taureaux rouges, des chevaux et des juments. Ils apparaissent sous forme d'un taureau rouge (Zezengorri) ou d'un taureau en feu.
Les taureaux cavernicoles de la mythologie basque sont pour la plupart agressifs et peuvent attaquer et effrayer les gens dans la grotte ou leur refuser l'entrée. Ils apparaissent menaçants, surgissent des cavernes qu'ils habitent, empêchant les humains d'y entrer, jetant des pierres ou d'apparaître les nuits d'orage pour semer le chaos et la destruction.

## Étymologie et origine
Ihizi ou ehiza signifie « chasse » en basque. Le gibier se dit aussi ehiza en certains endroits. Cette croyance pourrait remonter au Paléolithique, à l'époque où bovinés et équidés étaient encore chassés.
Le terme ihizi connaît plusieurs variantes (ehiza, ihize en bas-navarrais ; ïhïze, iïze, ïze en roncalais ; eizi attesté vers 1620 en haut-navarrais; izi-, eize en guipuscoan, haut-navarrais et salazarais; eiza en biscayen, guipuscoan et haut-navarrais; eiz attesté en 1596 en vieux biscayen).
Behigorri signifie « vache rouge » en basque (des mots behi, « vache », et gorri, « rouge »). Aratxe, txahal et zekor signifient « veau », tandis que zezen désigne le « taureau ».

## Zezengorri

### Apparitions
On pense que certaines grottes, mais également des gouffres, sont habités ou gardés par un irelu (génie) à l'aspect de taureau. Pour certains, ces génies souterrains sortaient la nuit à la surface de la terre. La croyance dans le Zezen pourrait remonter au Paléolithique.
Ils apparaissent sous forme d'un taureau rouge dans les cavernes d'Ostibarre (Camou), en Soule, et se rue sur quiconque tente d'y entrer.
Un taureau de feu (ou d'or, selon les variantes) hante la grotte d'Austokieta dans la montagne Otsabio à Lizartza. Si l'on jette une pierre dans une grotte du hameau d'Iturrioz, près d'Ataun, un taureau apparaît à son entrée et un taureau rouge apparaît dans la grotte d'Usategi. Un autre se trouve dans la grotte d'Askaata de la même localité.
Un taureau rouge habite dans une grotte située au lieu-dit Txintxillo près d'Azkoitia et un autre soufflant le feu par la gueule et le mufle garde un trésor dans la grotte d'Atxulaur.
Dans d'autres lieux, il prend la forme d'un taureau de feu comme dans les cavernes d'Austokieta et d'Ubedi.

### Légendes
Le taureau habitant la grotte Lezia de Sare (Labourd) effrayait et faisait fuir ceux qui voulaient y entrer par ses beuglements. Parfois on entendait le son de sa sonnaille dans la profondeur des galeries.
À Gatika (Biscaye), l'un de ces taureaux poursuivit quelqu'un du village qui revenait de nuit de Mungia.
À Pipaon (Alava), c'est de nuit qu'apparut à un groupe de jeunes, un mystérieux taureau. Il leur causa une peur terrible. Ils mirent cela sur le compte d'une insulte faite à une vieille personne du village.

## Behigorri

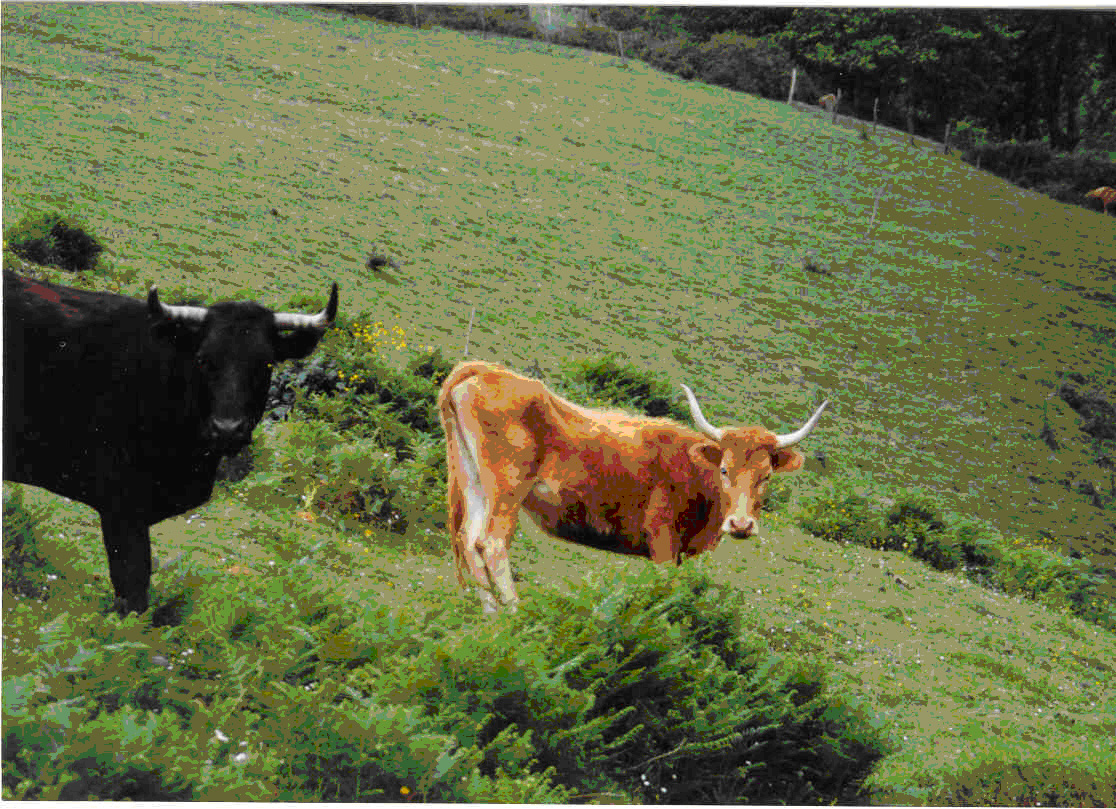
Le Betizu, race bovine sauvage au Pays basque, ayant inspiré le Zezen.

Sous la forme de vaches, voir Behigorri.

### Apparitions
Il apparait sous la forme de vache à Leize (Sare) en Labourd. Une vache rouge réside dans la grotte de Marizulo du mont Larrunarri près d'Amezketa ; 
Une vache se trouve dans la grotte d'Olanoi à Beizama et une autre dans la Cueva del toro au mont Kapildui dans le Parc naturel d'Izki.
Une autre encore dans la grotte de Kamaindegia à Bera et dans une grotte du mont Aizkorri. 

## Aatxegorri
Sous la forme de veaux, voir Aatxegorri.

### Apparitions
Un veau rouge (txaal-gorri) ou de feu garde l'entrée de la caverne d'Ubedi près Ataun.
Les cloches d'un troupeau s'entendent parfois dans une grotte de Sare, gardée par un Aatxe ou « jeune taureau ». De plus, cet être mythique dénommé Aatxe habite aussi les grottes de Laminazilo à Isturits, d'Akelarre de Zugarramurdi, d'Aizpitarte de Errenteria, de Bolinkoba d'Abadiano, de Santamanine de Kortezubi, Balzola de Dima et Etxeberri.

## Zaldi
Sous la forme de chevaux, voir Zaldi. 

### Apparitions
En cheval blanc dans les grottes de Lexarrigibel (Alçay) en Soule. En jument noire dans la grotte d'Obanzun (Berastegi).

## Autres formes apparues
On le voit aussi sous la forme de chèvre blanche dans une grotte de Villafranca ou sous l'aspect d'un mouton dans les cavernes d'Okina et Aketegi ou bien encore sous l'aspect d'un porc rouge à Marizulo d'Amezketa. sous forme de bouc dans les grottes d'Akelarre à Zugarramurdi (Navarre)